# Forte da Greta (Vila de São Sebastião)

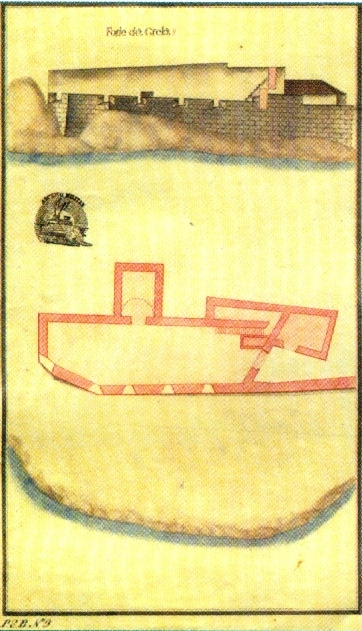
Forte da Greta (José Rodrigo de Almeida, 1830, GEAEM).

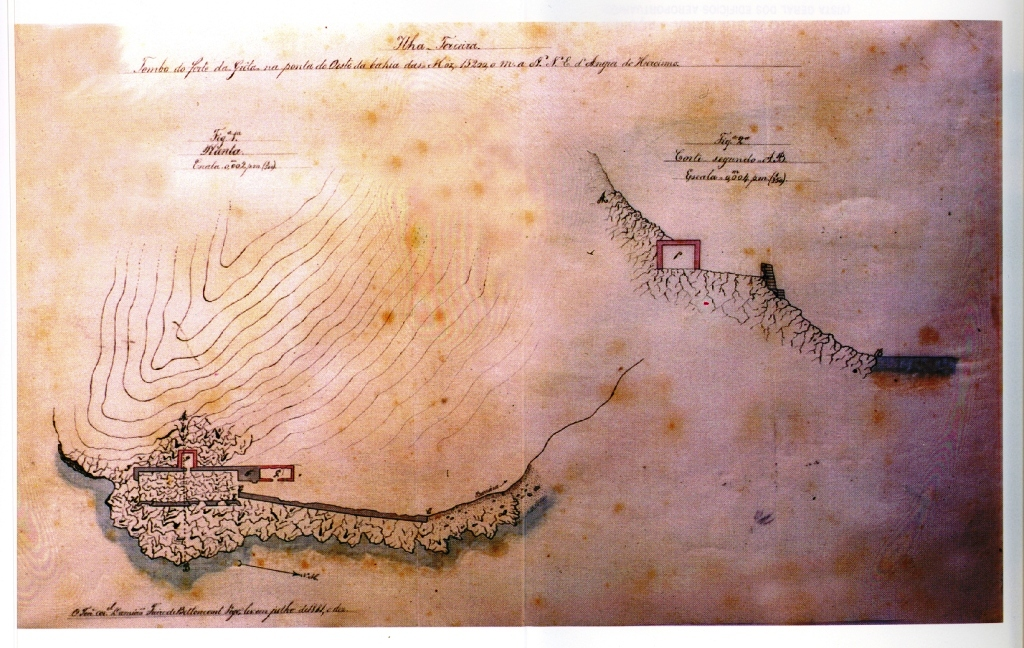
Planta do Forte da Greta (Damião Pego, Julho de 1881).

O Forte da Greta localiza-se na ponta de Santa Catarina, a oeste da baía das Mós, na freguesia da Vila de São Sebastião, concelho de Angra do Heroísmo, na costa sul da ilha Terceira, nos Açores.
Em posição dominante sobre este trecho do litoral, constituiu-se em uma fortificação destinada à defesa deste ancoradouro contra os ataques de piratas e corsários, outrora frequentes nesta região do oceano Atlântico. Cruzava fogos com o Forte de Santa Catarina das Mós e com um pequeno baluarte que existiu na ponta sul da baía, mas cujo nome não foi guardado. Este pequeno baluarte mais tarde foi substituído pelo Forte do Bom Jesus.

## História
Foi uma das fortificações erguidas na Terceira no contexto da crise de sucessão de 1580 pelo então corregedor dos Açores, Ciprião de Figueiredo e Vasconcelos, conforme o plano de defesa da ilha elaborado por Tommaso Benedetto em 1567, após o ataque do corsário francês Pierre Bertrand de Montluc ao Funchal (outubro de 1566), intentado e repelido em Angra no mesmo ano (1566):
"Não havia naquele tempo [Crise de sucessão de 1580] em toda a costa da ilha Terceira alguma fortaleza, excepto aquela de S. Sebastião, posto que em todas as cortinas do sul se tivessem feito alguns redutos e estâncias, nos lugares mais susceptíveis de desembarque inimigo, conforme a indicação e plano do engenheiro Tomás Benedito, que nesta diligência andou desde o ano de 1567, depois que, no antecedente de 1566, os franceses, comandados pelo terrível pirata Caldeira, barbaramente haviam saqueado a ilha da Madeira, e intentado fazer o mesmo nesta ilha, donde parece que foram repelidos à força das nossas armas." 
A seu respeito, DRUMMOND registou:
"Dentro da baía, ou casa, das Mós, que é a mais profunda da ilha, e onde estão os ilhéus da Mina, bem conhecidos nas cartas marítimas, edificou-se o forte da Greta; e o de Santa Catarina, aos quais pela sua posição e construção bem podíamos chamar castelos; e se lhe fez uma forte muralha com que se fechou aquela cortina, como ainda hoje atestam os fortes vestígios ali existentes; e entre os ilhéus fez-se um baluarte, no lugar em que pelos anos em diante a Câmara de Angra mandou construir a fortaleza do Bom Jesus."
Embora tendo tido sucesso em conter o desembarque das forças de D. Pedro de Valdés em 1581, após a batalha da Salga (25 de julho de 1583), não conseguiu, entretanto, impedir o desembarque da Baía das Mós dada a grande força ali desembarcada nos dias 26 e 27 de julho de 1583 pela Armada Espanhola sob o comando de D. Álvaro de Bazán. Esta força colocou fim à resistência militar da Terceira ao domínio de Filipe II de Espanha.
No contexto da Guerra da Sucessão Espanhola (1702-1714) encontra-se referido como "O Reduto da Greta." na relação "Fortificações nos Açores existentes em 1710".
Com a instalação da Capitania Geral dos Açores, o seu estado foi assim reportado em 1767:
"9° - Forte da Greta. Está reformado de novo, tem seis canhoneiras, e quatro peças de ferro capazes com os seus reparos bons, precisa mais duas com os seus reparos e para se guarnecer precisa seis artilheiros e vinte e quatro auxiliares."
Encontra-se referido como "8. Forte da Grutta o pr.º da Bahia chamado o das mós" no relatório "Revista aos fortes que defendem a costa da ilha Terceira", do Ajudante de Ordens Manoel Correa Branco (1776), que apenas assinala: "Tambem se acha redificado de novo, náo careçe de obra algua."
No contexto da Guerra Civil Portuguesa (1828-1834) voltou a revestir-se de importância estratégica, constando o seu alçado e planta na "Colecção de Plantas e Alçados de 32 Fortalezas dos Açores, por Joze Rodrigo d'Almeida em 1830", atualmente no Gabinete de Estudos de Arquitetura e Engenharia Militar, em Lisboa.
A "Relação" do marechal de campo Barão de Bastos em 1862 localiza-o na freguesia de Porto Judeu e informa que se encontra incapaz desde muitos anos.
Quando do levantamento dos Tombos, em 1881, encontrava-se "(...) arruinadissimo por se achar abandonado e até quasi ignorado ha muitos annos. As muralhas estão-se derrocando (...)".
Atualmente encontra-se severamente arruinado. Subsistem um resto da muralha que se estende ao longo da costa voltada a sul numa extensão de cerca de 18 metros. No prolongamento desta linha são visíveis vestígios de paredes em cantaria. No solo podem ser observadas camadas de materiais de construção como telha e argamassa. Na vertente sul encontram-se os vestígios de uma estrutura quadrangular, onde são identificados dois nichos.

## Características
Fortificação do tipo abaluartado, apresenta planta no formato retangular orgânico (adaptada ao terreno), com muros em cantaria, onde se rasgavam quatro canhoneiras na face voltada à baía, e duas na face voltada a sul. O paiol era parcialmente escavado na rocha da encosta da ponta de Santa Catarina que lhe fica por detrás, e que lhe servia de teto. Dispunha ainda de casa de guarnição e de um forno para balas ardentes. Ocupava uma área total de 283 metros quadrados.
A sua defesa era complementada por uma trincheira para fuzilaria, que corria paralela à costa até ligar-se com o Forte de Santa Catarina. Essa trincheira hoje encontra-se praticamente desaparecida devido à queda das barreiras que lhe davam sustentação.
O acesso ao forte era feito por um caminho aberto ao público e improdutivo do ponto de vista da agricultura.